# Arlequí (papallona)
L'arlequí (Zerynthia rumina) és una espècie de lepidòpter papilionoïdeu de la família dels papiliònids (Papilionidae) que es troba al sud-oest d'Europa i nord-oest d'Àfrica, incloent-hi els  Països Catalans.

## Distribució
Àfrica: Marroc, nord d'Algèria i de Tunísia, entre el nivell del mar i els 2.100 metres d'altitud, tot i que normalment per sota dels 1.600 m. Europa: Portugal, Espanya (excepte una franja al nord, evitant el clima atlàntic) i sud de França (des dels Pirineus orientals fins a Lozère i Provença), entre el nivell del mar i els 1.500 m, normalment per sota dels 1.000 m. De fet, està citada a tota l'Espanya peninsular a excepció de les províncies de Guipúscoa, Biscaia i Astúries. Ben representada als Països Catalans a excepció de les illes Balears.

## Descripció

### Imago
Envergadura alar entre 46 i 50 mm. Espècie d'aspecte molt característic i inconfusible, ja que la seva distribució no coincideix amb la de cap altra de semblant. Ales grogues amb nombroses taques vermelles i negres; marges alars amb formes negres. Es distingeix de Zerynthia polyxena sobretot perquè Zerynthia rumina presenta taques vermelles a les ales anteriors a s1b, s4-7 i a la cel·la.

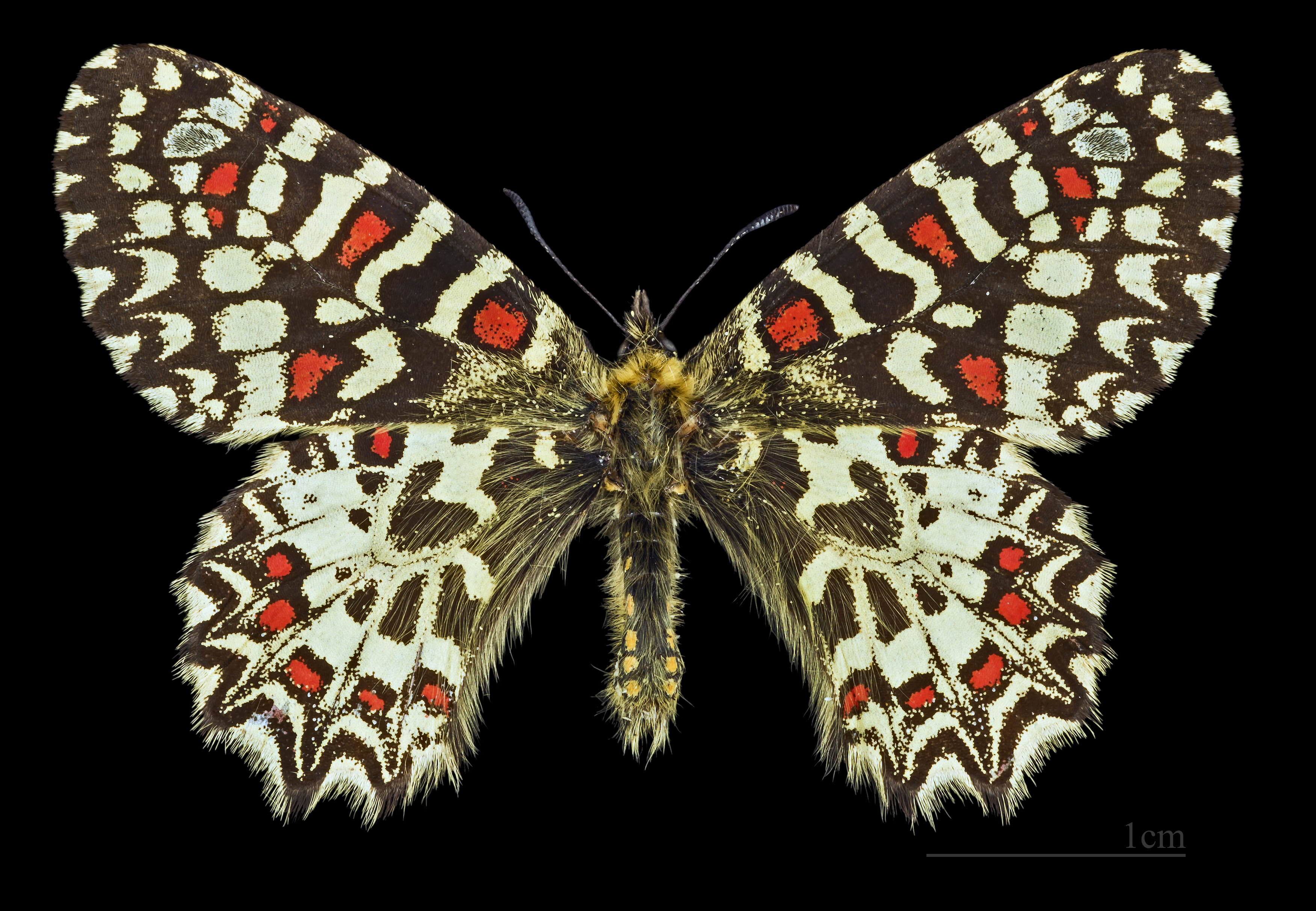
♂
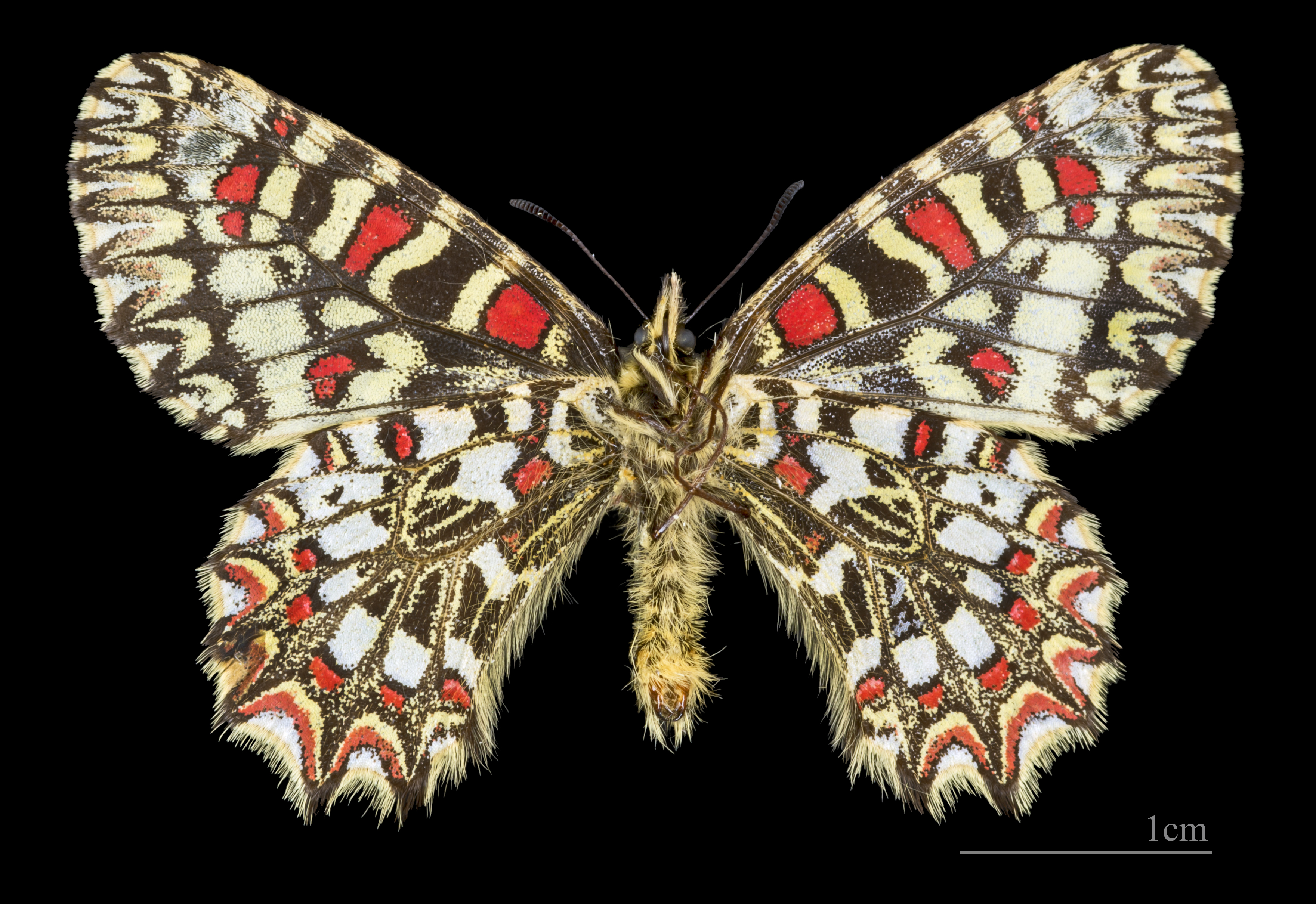
♂ △
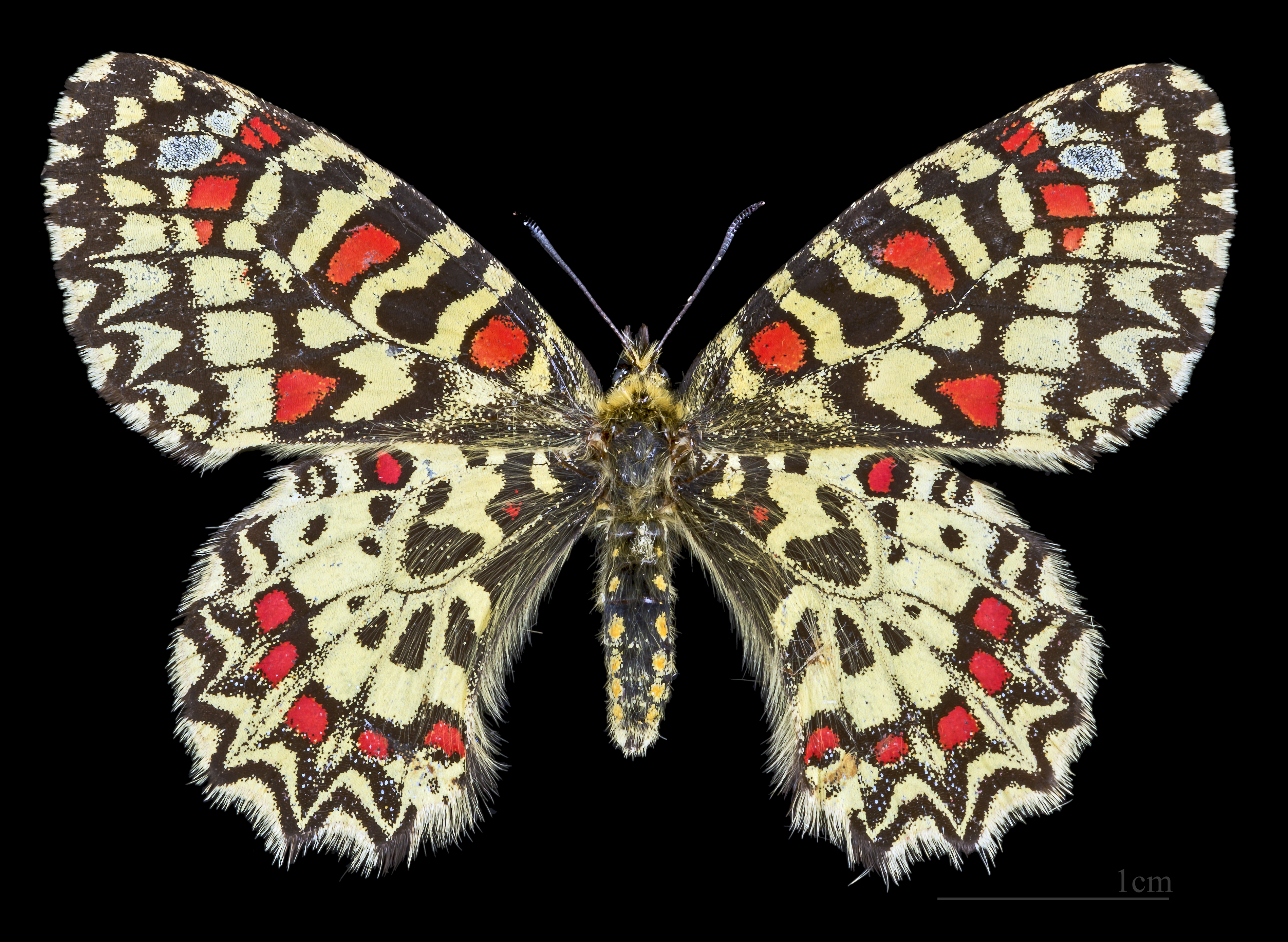
♀
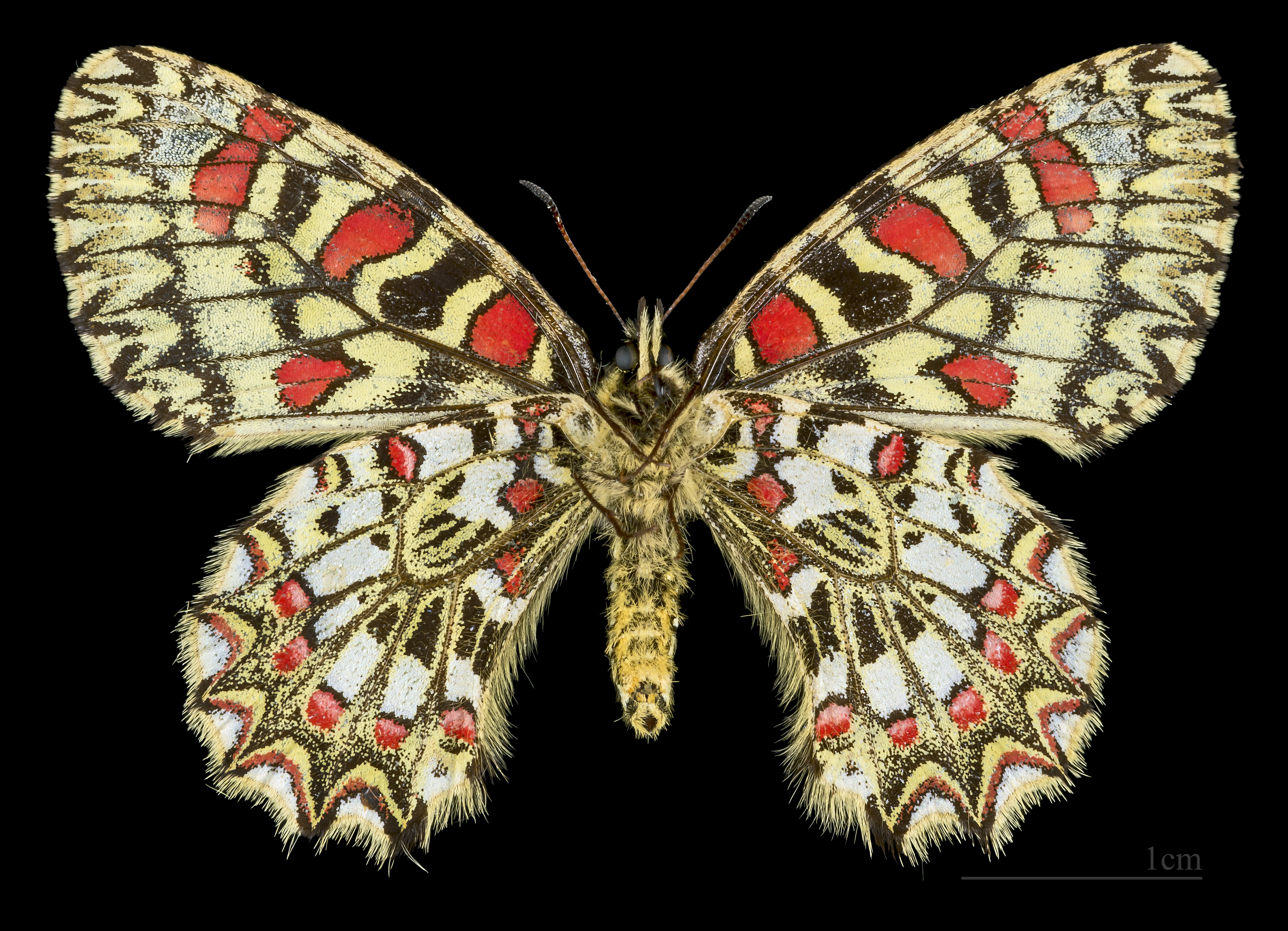
♀ △

### Eruga
Fins a 53 mm de longitud. Presenta diverses variacions en la coloració. Destaca per les seves línies de protuberàncies de color groc, taronja i vermell, recobertes de pèl. Té diverses franges de punts allargats negres. És poc activa i se sol col·locar al revers de les fulles, on passa més desapercebuda.

## Hàbitat
Prefereix zones rocoses, càlides, seques i herboses, espais oberts i assolellats, marges de llera secs, zones cultivades i prats amb flors. Així, doncs, a Catalunya defuig les zones humides i d'alta muntanya. L'eruga s'alimenta d'espècies del gènere Aristolochia: a Àfrica, Aristolochia longa, Aristolochia fontanesi i Aristolochia rotunda, i a Europa, Aristolochia pistolochia, Aristolochia rotunda, Aristolochia longa i Aristolochia baetica.

## Període de vol
Normalment vola en una generació entre març i maig. Ara bé, en algunes zones del sud d'Espanya i nord d'Àfrica se n'ha detectat una altra entre agost i octubre. Hibernació com a pupa, estat en el qual sovint es pot passar dos o fins i tot tres anys abans d'emergir com a adult.

## Comportament
L'eruga emmagatzema les substàncies tòxiques, alcaloides, que provenen de la planta nutrícia, cosa útil com a defensa de l'individu també en fase adulta. Els ous es ponen a les fulles individualment o en petits grups.